# Baseball álmok
A Baseball álmok (eredeti cím: Field of Dreams) 1989-ben bemutatott amerikai fantasy filmdráma, amelyet Phil Alden Robinson írt és rendezett, W. P. Kinsella kanadai író 1982-es Shoeless Joe című regénye alapján. A film főszereplője Kevin Costner egy farmer, aki egy baseballpályát épít a kukoricaföldjén, amely vonzza a baseball-legendák szellemeit. Amy Madigan, James Earl Jones és Burt Lancaster (utolsó filmszerepében) is szerepel a filmben.

## Cselekmény
|  | Alább a cselekmény részletei következnek! |

Ray Kinsella feleségével, Annie-vel és lányával, Karinnal él farmjukon az iowai Dyersville-ben. Ray attól fél, hogy úgy öregszik meg, hogy soha semmit nem tett álmai megvalósításáért.
Miközben egy este a kukoricaföldjén sétál, egy hangot hall, amely azt suttogja: „Ha megépíted, el fog jönni”. Látomása szerint egy baseballpálya van a kukoricaföldön, és a közepén áll „Cipő nélküli” Joe Jackson (aki a valóságban 1951-ben halt meg). Ray a kukoricatermésük egy részét felszántja, hogy baseballpályát építsen. 
Több hónap telik el, mígnem egy este, amikor Ray már kezd kételkedni magában, Cipőtlen Joe újra felbukkan. Joe megkérdezi Rayt: "Visszajöhetek még egyszer? Voltak mások is, tudod? Nyolcan voltunk." Ray azt válaszolja: "Bármikor; mindannyiukat szívesen látjuk itt". Másnap Joe visszatér a másik hét Black Sox-játékossal. Annie bátyja, Mark nem látja a játékosokat. Figyelmezteti a házaspárt, hogy csődbe mennek, és felajánlja, hogy megveszi a földjüket. 
A pár a minnesotai Chisholmba utazik, és megtudják, hogy Graham, aki orvos lett, évekkel korábban meghalt. Ray hirtelen 1972-ben találja magát, és találkozik az idős Grahammel, aki úgy érzi, hogy élete hivatása az orvoslás, nem a sport, és elutasítja, hogy meglátogassa Ray baseballpályáját. Az Iowába vezető út során Ray és Mann felvesznek egy Archie Graham nevű fiatal stoppost, aki egy baseballcsapatot keres, amelyhez csatlakozhatna. Ray később elmondja Mann-nak, hogy az apja arról álmodott, hogy baseballjátékos lesz, majd megpróbálta rávenni, hogy inkább ezt a sportot válassza. 14 évesen, miután elolvasta Mann egyik könyvét, Ray abbahagyta a fogócskázást az apjával, és elhidegültek egymástól, miután a férfi kigúnyolta Johnt. Ray bevallja, hogy a legnagyobb bánata, hogy apja meghalt, mielőtt kibékülhettek volna. Miközben folytatják az utat, Mann és Ray elismerik, hogy a mező megépítése és Joe visszahozása Ray vezeklése az apjával való elhidegülésért. A farmra érve látják, hogy az 1920-as évek különböző all-star játékosai megérkeztek, akik egy második csapatot alkotnak. Játszanak egy meccset, és Graham végre sorra kerül az ütőnél.
Másnap reggel Mark visszatér, és azt követeli, hogy Ray adja el a farmot, különben a bank elárverezi. Karin ragaszkodik hozzá, hogy az emberek fizetnek azért, hogy megnézzék a meccseket. Mann egyetért, mondván, hogy „az emberek azért jönnek”, hogy újra átéljék gyermekkoruk ártatlanságát. Ray és Mark dulakodnak, és véletlenül lelökik Karint a lelátóról. Graham - annak ellenére, hogy tudja, hogy a pályáról való lelépés után nem fog tudni visszatérni - megmenti a lányt attól, hogy megfulladjon egy hot dogtól. Miután újra az öreg Graham doki lett, megnyugtatja Rayt, hogy nem bánta meg. Ahogy elindul vissza a kukoricaföld felé, a többi játékos megdicséri, és mielőtt eltűnhetne a kukoricásban, Cipő nélküli Joe odaszól neki: „Hé, újonc!” Graham megáll, és Cipő nélküli Joe-hoz fordul, aki azt mondja neki: „Jó voltál”. Graham doki szeme könnyesre csillan, mielőtt elmosolyodik, visszafordul a kukorica felé, és eltűnik benne. Hirtelen Mark is látja a játékosokat, és sürgeti Rayt, hogy mégiscsak tartsa meg a farmot.
Amikor az elkapó leveszi a maszkját, Ray felismeri benne az apját, Johnt, aki még fiatalember volt. Ray és Annie ekkor érti meg, hogy a "könnyíts a fájdalmán" és a "menj a végsőkig" egyaránt az apjára utal. Ray azt mondja Cipőtlen Joe-nak: "Te voltál" [a hang], de Joe azt válaszolja: "Nem, Ray, te voltál".
Ray bemutatja Johnt a feleségének és a lányának, anélkül, hogy apjaként ismerné el. Később, amikor beesteledik, John jó éjszakát kíván Raynek, és kezet fognak. Amikor John a kukoricaföld felé tart, Ray odaszól: „Hé, apa... akarsz fogni egyet?”. John örömmel elfogadja, miközben több száz autó közeledik a pálya felé, beteljesül a jóslat, miszerint az emberek azért jönnek a pályára, hogy baseballt nézzenek.
|  | Itt a vége a cselekmény részletezésének! |

## Szereplők
| Szerep                          | Színész          | Magyar hang     |
| ------------------------------- | ---------------- | --------------- |
| Ray Kinsella                    | Kevin Costner    | Kőszegi Ákos    |
| Annie Kinsella                  | Amy Madigan      | Orosz Anna      |
| Karin Kinsella                  | Gaby Hoffmann    |                 |
| Mezítlábas Joe Jackson          | Ray Liotta       | Juhász György   |
| Mark                            | Timothy Busfield | Besenczi Árpád  |
| Terence `Terry` Mann            | James Earl Jones | Kristóf Tibor   |
| Dr. Archibald `Holdfény` Graham | Burt Lancaster   | Várkonyi András |
| A fiatal Archie Graham          | Frank Whaley     |                 |
| John Kinsella                   | Dwier Brown      | Seder Gábor     |
| Újságíró Chisolmban             | Anne Seymour     | Kassai Ilona    |

## Forgatás
A 20th Century Fox vezetője, Sara Colleton az az 1980-as évek elején fedezte fel és vásárolta meg a "Shoeless Joe" (Cipőtlen Joe) című regény jogait. Colleton a projekt megvalósításán Lawrence Gordonnal együtt lobbizott. Lawrence Gordon a 20th Century Foxnál dolgozott, és többször felvetette, hogy a könyvet filmre kellene adaptálni, de a stúdió mindig elutasította a javaslatot,  mert túl ezoterikusnak tartották.    Lawrence Gordon 1986-ban elhagyta a Foxot, és más stúdióknak kezdte el ajánlani az adaptációt. A Universal Pictures 1987-ben elfogadta a projektet, és felvette a USC Trojans baseballcsapat
edzőjét, Rod Dedeaux-t tanácsadónak. Dedeaux magával hozta a World Series bajnokot és a USC öregdiákját, Don Bufordot, hogy kiképezze a színészeket. 
Robinson és a producerek eredetileg Tom Hanksnek ajánlották fel, de ő visszautasította. Kevin Costnerre nem is gondoltak Ray Kinsella szerepére, mert úgy vélték, hogy a Baseball bikák után egy újabb baseball-filmet nem akarna forgatni.Costner végül elolvasta a forgatókönyvet, és érdeklődni kezdett a projekt iránt. Amy Madigan, aki rajongott a könyvért, csatlakozott a szereposztáshoz Ray feleségeként, Annie-ként.  Robinson eredetileg úgy képzelte el, hogy a Cipőtlen Joe Jacksont egy 40-es éveiben járó színész játssza, aki idősebb Costnernél, és így apa-pótlékként működhet. Ray Liotta nem felelt meg ennek a kritériumnak, de Robinson úgy gondolta, hogy ő mégis jobban illik a szerepre, mert benne megvan az a „veszélyérzet” és kétértelműség, amit Robinson a karakterben látni akart. Holdfény Graham szerepét James Stewartnak ajánlották fel, de ő visszautasította. Burt Lancaster eredetileg visszautasította a Holdfény Graham szerepét, de meggondolta magát, miután egy barátja, aki szintén baseballrajongó volt, rávette a szerep elfogadására.  A forgatás 1988. május 25. és 1988. augusztus 1. között zajlott.  A forgatás Costnerhez ütemezve tervezték és augusztusig be akarták fejezni, mert Costnernek akkor mennie kellett a Revans című film forgatására. A belső jeleneteket vették fel elsőként, mert a filmesek által telepített kukoricaföld túl sokáig tartott, amíg megnőtt. Öntözést kellett alkalmazni, hogy a kukorica gyorsan Costner magasságára nőjön. Az elsődleges forgatási helyszínek az iowai Dubuque megyében voltak; egy Dyersville melletti farmot használtak a Kinsella-házhoz; egy üres dubuque-i raktárépületet használtak fel különböző belső díszletek építéséhez.

## Filmzene
Leonard Bernstein volt az első választás a film zenéjének megkomponálására, de nem volt ideje elvállalni a munkát. James Horner először nem volt biztos benne, hogy az időbeosztás miatt dolgozhat-e a filmen, amíg meg nem nézte a nyers vágást, és annyira meghatódott, hogy elvállalta a zeneszerzést. Horner zenéjén kívül több popdal részlet is hallható a filmben. Ezek a következő sorrendben szerepelnek a stáblistán:
- „Crazy”, Willie Nelson írta és Beverly D’Angelo adta elő
- „Daydream”, írta John Sebastian, előadja a The Lovin’ Spoonful
- „Jessica”, írta Dickey Betts, előadja a The Allman Brothers Band
- „China Grove”, írta Tom Johnston, előadta a The Doobie Brothers
- Lotus Blossom", írta Billy Strayhorn, előadta Duke Ellington

## Fogadtatás

### Kritikai visszhang
A kritikusok nagyon kedvezően fogadták a filmet. A Baseball álmok a Rotten Tomatoes-on 66 kritika alapján 88%-os értékelést kapott, 66 kritikusból 58 pozitívan, nyolc kritikus negatívan ítélte meg a filmet.

### Bevételi adatok
A Baseball álmok 1989. április 21-én került a mozikba, 22 észak-amerikai filmszínházban tűzték műsorra limitált bemutató keretében. Széles körben, május 5-én került bemutatásra, azon a hétvégén 5,4 millió dolláros bevételt ért el: a harmadik helyen végzett a jegypénztáraknál a harmadik hete műsoron lévő Kedvencek temetője és a második hete műsoron lévő Kutyám, Jerry Lee című filmek mögött, de megelőzte a szintén baseball-témájú, ötödik hete műsoron lévő A nagy csapat című filmet. Észak-Amerikában 64,4 millió dollárt, a világ többi részén pedig 20 millió dollárt keresett, ami világszerte több mint 84,4 millió dolláros összbevételt jelentett.

## Díjak és jelölések
| Díjátadó              | Kategória                                                            | Jelölés                            | Eredmény |
| --------------------- | -------------------------------------------------------------------- | ---------------------------------- | -------- |
| 62. Oscar-gála        | Legjobb film                                                         | Lawrence Gordon and Charles Gordon | Jelölve  |
| 62. Oscar-gála        | Legjobb adaptált forgatókönyv                                        | Phil Alden Robinson                | Jelölve  |
| 62. Oscar-gála        | Legjobb eredeti filmzene                                             | James Horner                       | Jelölve  |
| 32. Grammy-díj átadás | Grammy-díj a legjobb vizuális médiához készült filmzene kategóriában | James Horner                       | Jelölve  |

## Fordítás
- Ez a szócikk részben vagy egészben  a   Field of Dreams című angol Wikipédia-szócikk fordításán alapul.  Az eredeti cikk szerkesztőit annak laptörténete sorolja fel. Ez a jelzés csupán a megfogalmazás eredetét és a szerzői jogokat jelzi, nem szolgál a cikkben szereplő információk forrásmegjelöléseként.